# Limnophila aureola
Limnophila aureola är en tvåvingeart som beskrevs av Frederick Askew Skuse 1890. Limnophila aureola ingår i släktet Limnophila och familjen småharkrankar. Inga underarter finns listade i Catalogue of Life.